# Monte d'Oro
Pour les articles homonymes, voir Monte d'Oro (homonymie).
Le Monte d'Oro est un sommet montagneux du massif du Monte Rotondo, en Corse. Avec ses 2 390 mètres d'altitude et sa position centrale, il est l'un des principaux sommets de l'île.

## Géographie

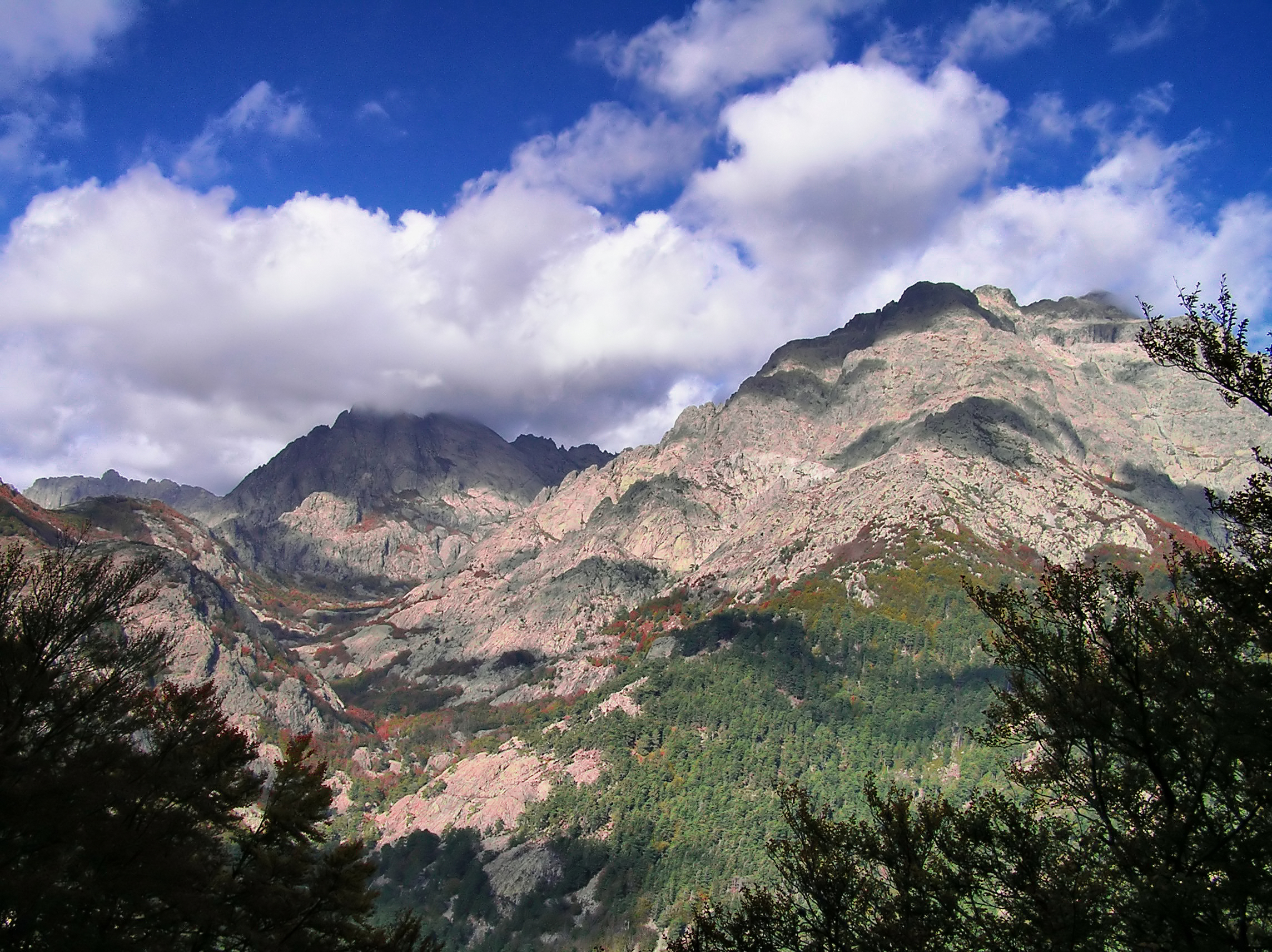
Le Monte d'Oro à la belle saison.

Le Monte d'Oro est situé sur la commune de Vivario, au-dessus du village et du col de Vizzavona, au cœur du parc naturel régional de Corse. La limite de départements entre Haute-Corse et Corse-du-Sud passe à la Punta Muratellu (altitude 2 141 mètres), à 1,5 kilomètre à l'ouest du Monte d'Oro, qui se situe donc officiellement en Haute-Corse.
Le Monte d'Oro et ses sommets secondaires dont Punta Marincina (1 770 m) à l'ouest et Punta Renosa (2 008 m) à l'est, forment une pyramide, bordée par les vallons encaissés du Manganelle au nord, du Vecchio à l'est et de l'Agnone au sud. Entre ces trois sommets, se situent le grand lac d'Oro (1 970 m) et le petit lac d'Oro (1 563 m).
Son versant oriental est couvert d'une remarquable forêt de pins laricio, la forêt territoriale de Vizzavona. Les versants nord et ouest sont plus minéraux, moins accueillants. Cependant le vallon de l'Agnone, au sud-ouest, est particulièrement apprécié pour les vasques et les cascades que la rivière y traverse, notamment la « Cascade des Anglais » (1 092 m).

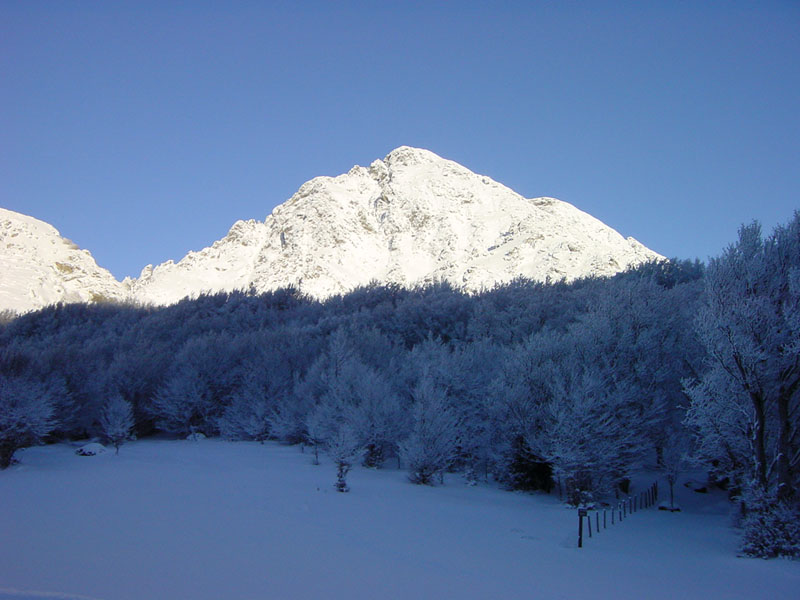
Le Monte d'Oro sous la neige.

## Histoire
D'après la légende, un berger aurait vu, après un orage, les nombreux torrents coulant sur les flancs de la montagne scintiller sous les rayons du soleil. Cet épisode aurait donné son nom au Monte d'Oro : Mont d'Or. Cette étymologie est contestable, comme en témoigne l'existence de l'orthographe Monte Doru sans l'apostrophe, bien qu'aujourd'hui peu répandue dans l'île, qui proviendrait d'une racine que l'on retrouve dans Adour ou Dordogne, signifiant « eau ». Le Monte d'Oro est ainsi mentionné avec la graphie Monte Doro sur le cadastre napoléonien de la commune de Gatti-di-Vivario dressé en 1847.

## Randonnées
L'ascension depuis Vizzavona représente un dénivelé de près de 1 500 mètres. Deux itinéraires sont possibles : par l'Agnone à l'ouest (GR 20), par la forêt à l'est (variante du GR 20). Concernant ce deuxième itinéraire, il part à la gare de Vizzavona et passe par les bergeries de Pozzatelli.
Un itinéraire plus long consiste à partir du village de Vivario (665 m) ou du hameau de Tattone et à remonter la vallée de la rivière Manganello jusqu'au refuge de l'Onda (1 431 m), où on rejoint le GR 20 venant du nord. Tous ces itinéraires sont balisés.

## Œuvre d'artLes mains d'or
En 1999, le sculpteur Italien Claudio Parmiggiani a taillé ses empreintes de mains dans un bloc de granite, y a coulé du bronze qu'il a doré, puis les plaques ont été scellées sur une dalle inclinée à proximité des anciennes bergeries de Pozzatelli, à 1 635 m d'altitude.
Voici ce que dit l'artiste de son œuvre intitulée Ferro Mercurio Oro :
« L’œuvre que j’ai réalisée se trouve là. Deux empreintes en or. Empreintes de mes mains, ouvertes et tournées vers le ciel, concaves, montées et fondues dans le fer et dans l’or, enchâssées dans le rocher et secrètes dans la montagne. Aucun sentier, aucune indication. L’œuvre existe avant tout pour les yeux du lieu auquel elle appartient. »